# Maladera saginata
Maladera saginata är en skalbaggsart som beskrevs av Brenske 1898. Maladera saginata ingår i släktet Maladera och familjen Melolonthidae. Inga underarter finns listade i Catalogue of Life.